# Guduuda 'Arwo
Guduuda 'Arwo  hoặc Guduudo Carwo, tên thật Shamis Abokor, là một ca sĩ người Somalia. Cô là một ca sĩ cho Đài phát thanh Hargeisa ở Hargeisa, trên tây bắc de facto nước có chủ quyền của Somaliland.

## Lịch sử
Biệt danh "Guduuda 'Arwo" ("Red' Arwo"), Shamis Abokor được tuyển bởi Đài phát thanh Hargeisa vào năm 1953. Cô đã hát bài hát heello đầu tiên của cô trong tháng 8 năm đó, trở thành phụ nữ đầu tiên ca sĩ ghi trong British Somaliland bảo hộ và Lãnh thổ ủy thác của Somaliland. Theo Johnson (1996), 'Arwo gặp phải sự chỉ trích về điều này, vì Dalays đã có trước cô.
Ở đỉnh cao của sự nổi tiếng, Guduuda 'Arwo đã biểu diễn những bản tình ca cho khán giả của hàng ngàn người hâm mộ.
Sự nghiệp của cô kết thúc sau khi cô bị đột quỵ và bị tê liệt. Từ khoảng năm 1997, cô được người thân chăm sóc. Con gái ở Vương quốc Anh cũng gửi kiều hối cho cô thông qua nhà điều hành chuyển tiền Dahabshiil. Tính đến tháng 9 năm 2013, bà đã 78 tuổi. cô qua đời tại thủ đô Somaliland của Harshisa năm 2018 ở tuổi 85.